# Radek Faksa
Radek Faksa, född 9 januari 1994, är en tjeckisk professionell ishockeyspelare som spelar för Dallas Stars i NHL.
Han har tidigare spelat på lägre nivåer för Texas Stars i AHL, Kitchener Rangers och Sudbury Wolves i Ontario Hockey League (OHL).
Faksa draftades i första rundan i 2012 års draft av Dallas Stars som 13:e spelare totalt.
10 juli 2017 skrev han som free agent på en treårig kontraktsförlängning med Stars, värd 6,6 miljoner dollar.

## Statistik
| 2011–2012  | Kitchener Rangers | OHL        | 62  | 29 | 37 | 66  | 47  | 13 | 2 | 4 | 6  | 10 |
| 2012–2013  | Kitchener Rangers | OHL        | 39  | 9  | 22 | 31  | 26  | 10 | 4 | 2 | 6  | 4  |
|            | Texas Stars       | AHL        | 2   | 0  | 1  | 1   | 0   | —  | — | — | —  | —  |
| 2013–2014  | Kitchener Rangers | OHL        | 30  | 16 | 11 | 27  | 22  | —  | — | — | —  | —  |
|            | Sudbury Wolves    | OHL        | 29  | 5  | 16 | 21  | 26  | 5  | 1 | 2 | 3  | 10 |
|            | Texas Stars       | AHL        | 6   | 1  | 2  | 3   | 6   | 21 | 4 | 0 | 4  | 8  |
| 2014–2015  | Texas Stars       | AHL        | 32  | 4  | 6  | 10  | 12  | —  | — | — | —  | —  |
| 2015–2016  | Dallas Stars      | NHL        | 45  | 5  | 7  | 12  | 16  | 13 | 3 | 2 | 5  | 2  |
|            | Texas Stars       | AHL        | 28  | 15 | 11 | 26  | 22  | —  | — | — | —  | —  |
| NHL totalt | NHL totalt        | NHL totalt | 45  | 5  | 7  | 12  | 16  | 13 | 3 | 2 | 5  | 2  |
| AHL totalt | AHL totalt        | AHL totalt | 68  | 20 | 20 | 40  | 40  | 21 | 4 | 0 | 4  | 8  |
| OHL totalt | OHL totalt        | OHL totalt | 160 | 59 | 86 | 145 | 121 | 28 | 7 | 8 | 15 | 24 |